# Дабо, Ибрахима
Ибрахима Осман Артур Дабо (фр. Ibrahima Ousmane Arthur Dabo; род. 22 июля 1992, Кретей) — мадагаскарский футболист, вратарь. Выступал за сборную Мадагаскара. Участник Кубка африканских наций 2019 года.

## Клубная карьера
Родился во французском городе Кретей. Начал карьеру игрока в 2010 году местном клубе «Кретей» из третьего дивизиона Франции. В составе основной команды ему закрепиться не удалось, в результате чего он до 2017 года играл за вторую команду. Летом 2017 года стал игроком «Пари 13 Атлетико», где провёл лишь четыре игры в пятом по силе французском дивизионе. В начале 2019 года перешёл в команду «Сен-Пьерруаз» из чемпионата Реюньона, где играл на протяжении трёх сезонов.

## Карьера в сборной
В составе национальной сборной Мадагаскара дебютировал 22 марта 2017 года в отборочном матче Кубка африканских наций против Сан-Томе и Принсипи (1:0). Мадагаскар успешно прошёл квалификацию, где занял второе место в группе (уступив лишь Сенегалу) и получил право сыграть в финальном раунде турнира 2019 года в Египте. Николь Дюпюи включил Дабо в состав команды на континентальное первенство в качестве запасного, где основным вратарём Мадагаскара являлся Мельвен Адриен.
Всего с 2017 по 2019 год Ибрахима Дабо провёл за сборную 10 официальных матчей.

## Достижения
- Чемпион Реюньона: 2019